# ラテンアメリカ統合連合

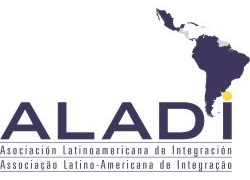
紋章

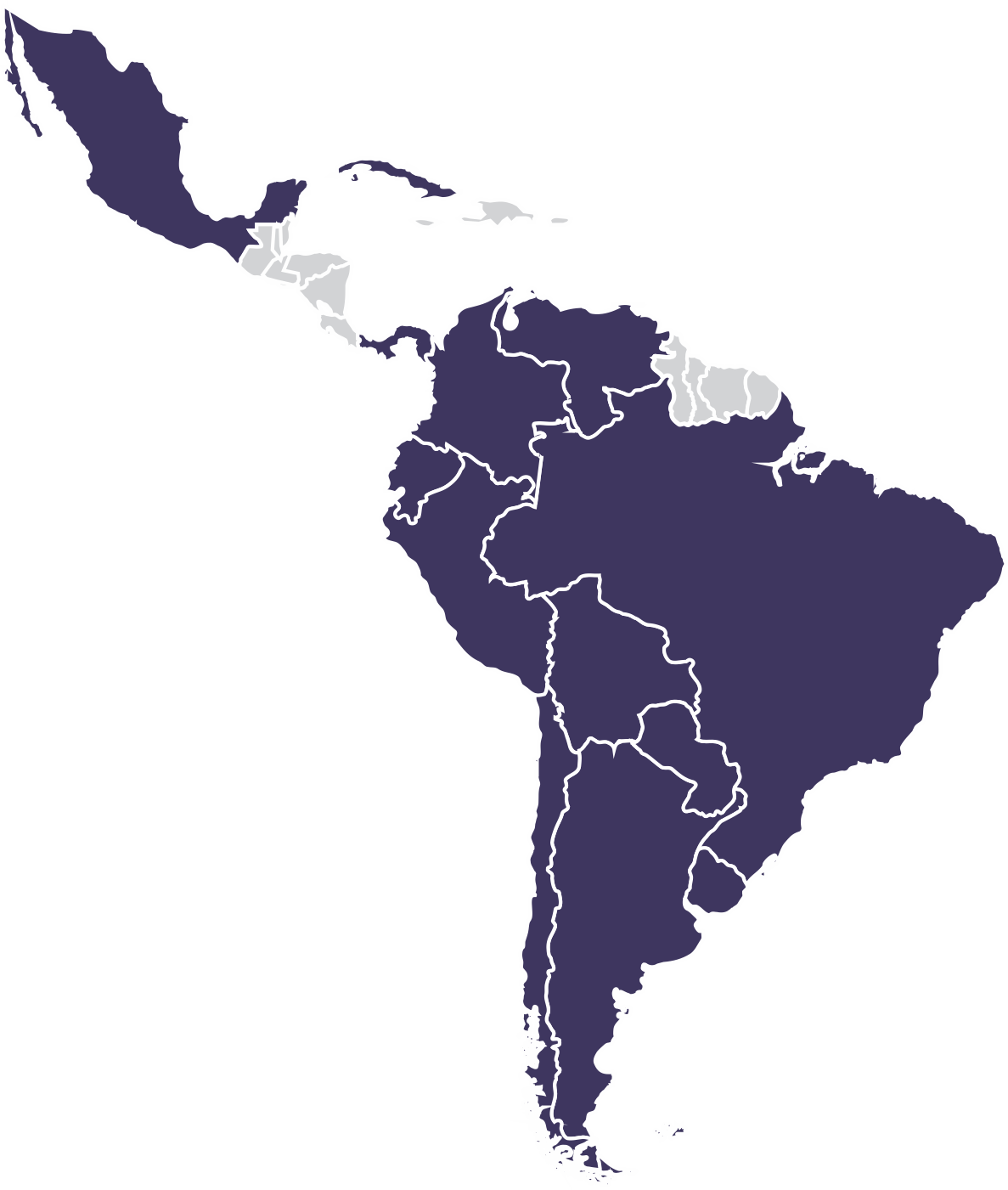
加盟国

ラテンアメリカ統合連合（ラテンアメリカとうごうれんごう、英語: Latin American Integration Association、スペイン語: Asociación Latinoamericana de Integración、ポルトガル語: Associação Latino-Americana de Integração、ALADI）は、ラテンアメリカの貿易統合組織である。本部はモンテビデオにあり13か国が加盟している。経済開発と社会開発領域での共同市場の設立を目的としている。モンテビデオ条約に基づいて1980年8月12日に設立された。

## 加盟国
- アルゼンチン
- ボリビア
- ブラジル
- チリ
- コロンビア
- キューバ
- エクアドル
- メキシコ
- パラグアイ
- ペルー
- ウルグアイ
- ベネズエラ